# 昂皮里
昂皮里（法語：Empury，法語發音：[ɑ̃pyʁi]）是法国涅夫勒省的一个市镇，属于克拉姆西区。

## 地理
昂皮里（47°21'3"N, 3°49'18"E）面积11.79 平方千米，位于法国勃艮第-弗朗什-孔泰大區涅夫勒省，该省份为法国中部省份，北至约讷省，西北接卢瓦雷省，西接谢尔省，南至阿列省，东南接索恩-卢瓦尔省，东临科多尔省。
与昂皮里接壤的市镇（或旧市镇、城区）包括：圣安德烈昂莫尔旺、巴佐什、洛尔姆、普克洛尔姆、圣马丹迪皮。

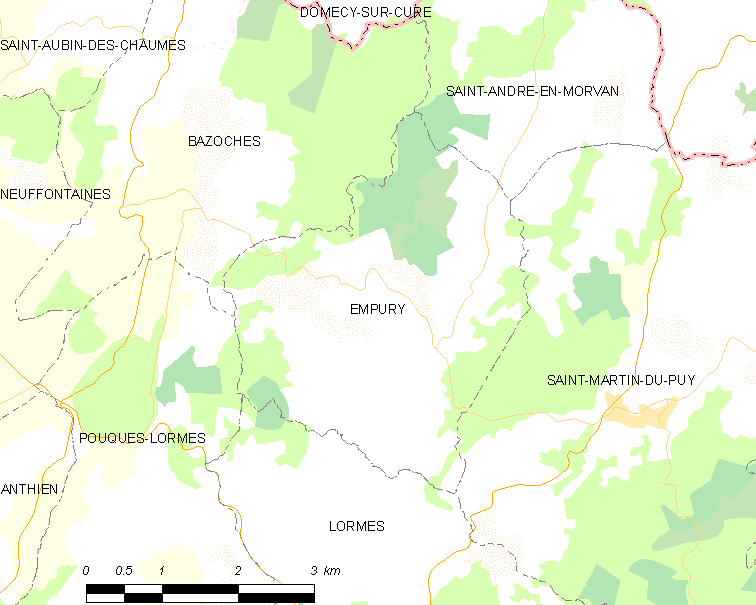
昂皮里的OSM定位图

昂皮里的时区为UTC+01:00、UTC+02:00（夏令时）。

## 行政
昂皮里的邮政编码为58140，INSEE市镇编码为58108。

## 政治
昂皮里所属的省级选区为科尔比尼县。

## 人口

1962-2008年间昂皮里人口变化图示

昂皮里于2022年1月1日时的人口数量为77人。